# Campiglossa sabroskyi
Campiglossa sabroskyi är en tvåvingeart som först beskrevs av Gottfried Novak 1974.  Campiglossa sabroskyi ingår i släktet Campiglossa och familjen borrflugor. Inga underarter finns listade.